# 덩굴닭의장풀
덩굴닭의장풀(----欌-, 학명: Streptolirion volubile 스트렙톨리리온 볼루빌레[*])은 닭의장풀과의 한해살이 덩굴풀이다.

## 종내 분류군
- 아종: S. volubile subsp. khasianum (C.B.Clarke) D.Y.Hong